# Ainzón
Ainzón – gmina w Hiszpanii, w prowincji Saragossa, w Aragonii, o powierzchni 40,46 km². W 2011 roku gmina liczyła 1214 mieszkańców.